# Байрон (тауншип, округ Уосика, Миннесота)
Байрон (англ. Byron) — тауншип в округе Уосика, Миннесота, США. На 2000 год его население составило 248 человек.

## География
По данным Бюро переписи населения США площадь тауншипа составляет 93,5 км², из которых 93,1 км² занимает суша, а 0,4 км² — вода (0,44 %).

## Демография
По данным переписи населения 2000 года здесь находились 248 человек, 99 домохозяйств и 75 семей.  Плотность населения —  2,7 чел./км².  На территории тауншипа расположено 105 построек со средней плотностью 1,1 построек на один квадратный километр. Расовый состав населения: 99,19 % белых и 0,81 % приходится на две или более других рас.
Из 99 домохозяйств в 33,3 % воспитывались дети до 18 лет, в 69,7 % проживали супружеские пары, в 2,0 % проживали незамужние женщины и в 24,2 % домохозяйств проживали несемейные люди. 19,2 % домохозяйств состояли из одного человека, при том 8,1 % из — одиноких пожилых людей старше 65 лет. Средний размер домохозяйства — 2,51, а семьи — 2,88 человека.
25,8 % населения — младше 18 лет, 6,0 % — в возрасте от 18 до 24 лет, 26,2 % — от 25 до 44, 20,2 % — от 45 до 64, и 21,8 % — старше 65 лет. Средний возраст — 40 лет. На каждые 100 женщин приходилось 105,0 мужчин.  На каждые 100 женщин старше 18 приходилось 114,0 мужчин.
Средний годовой доход домохозяйства составлял 42 188 долларов, а средний годовой доход семьи —  44 286 долларов. Средний доход мужчин —  32 292  доллара, в то время как у женщин — 20 625. Доход на душу населения составил 18 577 долларов. За чертой бедности находились 6,3 % семей и 7,0 % всего населения тауншипа, из которых 7,1 % младше 18 и 10,4 % старше 65 лет.